# Terrian
 (janvier 2024).
 (janvier 2024).
La mise en forme du texte ne suit pas les recommandations de Wikipédia : il faut le « wikifier ».
Les points d'amélioration suivants sont les cas les plus fréquents. Le détail des points à revoir est peut-être précisé sur la page de discussion.
- Les titres sont pré-formatés par le logiciel. Ils ne sont ni en capitales, ni en gras.
- Le texte ne doit pas être écrit en capitales (les noms de famille non plus), ni en gras, ni en italique, ni en « petit »…
- Le gras n'est utilisé que pour surligner le titre de l'article dans l'introduction, une seule fois.
- L'italique est rarement utilisé : mots en langue étrangère, titres d'œuvres, noms de bateaux, etc.
- Les citations ne sont pas en italique mais en corps de texte normal. Elles sont entourées par des guillemets français : « et ».
- Les listes à puces sont à éviter, des paragraphes rédigés étant largement préférés. Les tableaux sont à réserver à la présentation de données structurées (résultats, etc.).
- Les appels de note de bas de page (petits chiffres en exposant, introduits par l'outil «  Source ») sont à placer entre la fin de phrase et le point final[comme ça].
- Les liens internes (vers d'autres articles de Wikipédia) sont à choisir avec parcimonie. Créez des liens vers des articles approfondissant le sujet. Les termes génériques sans rapport avec le sujet sont à éviter, ainsi que les répétitions de liens vers un même terme.
- Les liens externes sont à placer uniquement dans une section « Liens externes », à la fin de l'article. Ces liens sont à choisir avec parcimonie suivant les règles définies. Si un lien sert de source à l'article, son insertion dans le texte est à faire par les notes de bas de page.
- La présentation des références doit suivre les conventions bibliographiques. Il est recommandé d'utiliser les modèles {{Ouvrage}}, {{Chapitre}}, {{Article}}, {{Lien web}} et/ou {{Bibliographie}}. Le mode d'édition visuel peut mettre en forme automatiquement les références.
- Insérer une infobox (cadre d'informations à droite) n'est pas obligatoire pour parachever la mise en page.

Pour une aide détaillée, merci de consulter Aide:Wikification.
Si vous pensez que ces points ont été résolus, vous pouvez retirer ce bandeau et améliorer la mise en forme d'un autre article.
Terrian Bass Woods, née le 3 septembre 1996 à Memphis (Tennessee), est une auteure-compositrice-interprète et chanteuse américaine. Elle est une artiste de musique chrétienne,. Elle est connue pour son rôle de chanteuse dans le groupe de TobyMac, Diverse City.

## Carrière
Terrian sort sa première chanson, God With Us, en 2019. Le clip dépasse les trois millions de vues sur YouTube. Il est suivi de In The Arms, co-écrit par Terrian et Anthony Skinner, Jon Reddick et l'auteur-compositeur Jess Cates, et produit par Micah Kuiper et Bryan Fowler. Elle figure également sur l'album de remix de TobyMac, The St. Nemele Collab Sessions, sur le morceau It's You (Tide Electric Remix) avec Matt Maher. De plus, Terrian rejoint Cochren & Co. lors du « TobyMac Theatre Tour ».
Son troisième single, Let Love Lead, sort le 14 février 2020. Il est suivi de You Still Do le 15 mai 2020.
Elle sort son premier EP, Genesis of Terrian, en 2021.
Le 26 janvier 2024, son premier album, Give It Time, paraît. Ce dernier comprend la chanson Honestly, We Just Need Jesus.

## Vie privée
Terrian se marie le 17 septembre 2018 avec Ian Woods.
Elle fait partie du collectif AngelStreet en tant que mentor pour les jeunes filles et milite pour l'organisation à but non lucratif.

## Discographie

### EP
| Titre              | Détails du PE                                                                                 |
| ------------------ | --------------------------------------------------------------------------------------------- |
| Genesis of Terrian | - Sortie : 26 février 2021 - Label : Gotee - Format : CD, téléchargement numérique, streaming |

### Albums
| Titre        | Titre        | Détails                                                                                   | Détails                                                                                   |
| ------------ | ------------ | ----------------------------------------------------------------------------------------- | ----------------------------------------------------------------------------------------- |
| Give It Time | Give It Time | - Sortie : 26 janvier 2024 - Label : Gotee - Format : téléchargement numérique, streaming | - Sortie : 26 janvier 2024 - Label : Gotee - Format : téléchargement numérique, streaming |

### Singles

#### En tant qu'artiste principal
| Année | Titre                              | Positions de pointe              | Positions de pointe         | Positions de pointe                       | Album                             |
| Année | Titre                              | États-Unis (Hot Christian Songs) | États-Unis Radio chrétienne | États-Unis (Christian adult contemporary) | Album                             |
| ----- | ---------------------------------- | -------------------------------- | --------------------------- | ----------------------------------------- | --------------------------------- |
| 2016  | I Am Free                          | —                                | —                           | —                                         | single hors album                 |
| 2019  | God With Us                        | 50                               | 36                          | —                                         | single hors album                 |
| 2019  | In the Arms                        | 31                               | 20                          | 27                                        | single hors album                 |
| 2020  | Let Love Lead                      | —                                | —                           | —                                         | single hors album                 |
| 2020  | You Still Do                       | —                                | —                           | —                                         | single hors album                 |
| 2020  | I'm in Love (featuring Ian Alxndr) | —                                | —                           | —                                         | Genesis of Terrian (EP)           |
| 2020  | Light It Up                        | —                                | 40                          | —                                         | Genesis of Terrian (EP)           |
| 2021  | Wake Up                            | —                                | —                           | —                                         | single hors album                 |
| 2024  | Honestly, We Just Need Jesus       |                                  |                             |                                           | Honestly, We Just Need Jesus (EP) |

#### En featuring
| Année | Titre                                                       | Positions de pointe              | Positions de pointe         | Positions de pointe                       | Positions de pointe                | Album             |
| Année | Titre                                                       | États-Unis (Hot Christian Songs) | États-Unis Radio chrétienne | États-Unis (Christian adult contemporary) | États-Unis Classement du Billboard | Album             |
| ----- | ----------------------------------------------------------- | -------------------------------- | --------------------------- | ----------------------------------------- | ---------------------------------- | ----------------- |
| 2019  | All I Need for Christmas (tobyMac featuring Terrian)        | 30                               | 24                          | 8                                         | 39                                 | single hors album |
| 2020  | Only U (Aaron Cole featuring Terrian)                       | —                                | 32                          | —                                         | —                                  | single hors album |
| 2020  | Hope is Here (Do Not Fear) (Building 429 featuring Terrian) | —                                | 40                          | 20                                        | —                                  | single hors album |
| 2024  | Worry About Nothing (Kingdmusic featuring Terrian)          |                                  |                             |                                           |                                    | single hors album |